# Kubek wypływowy

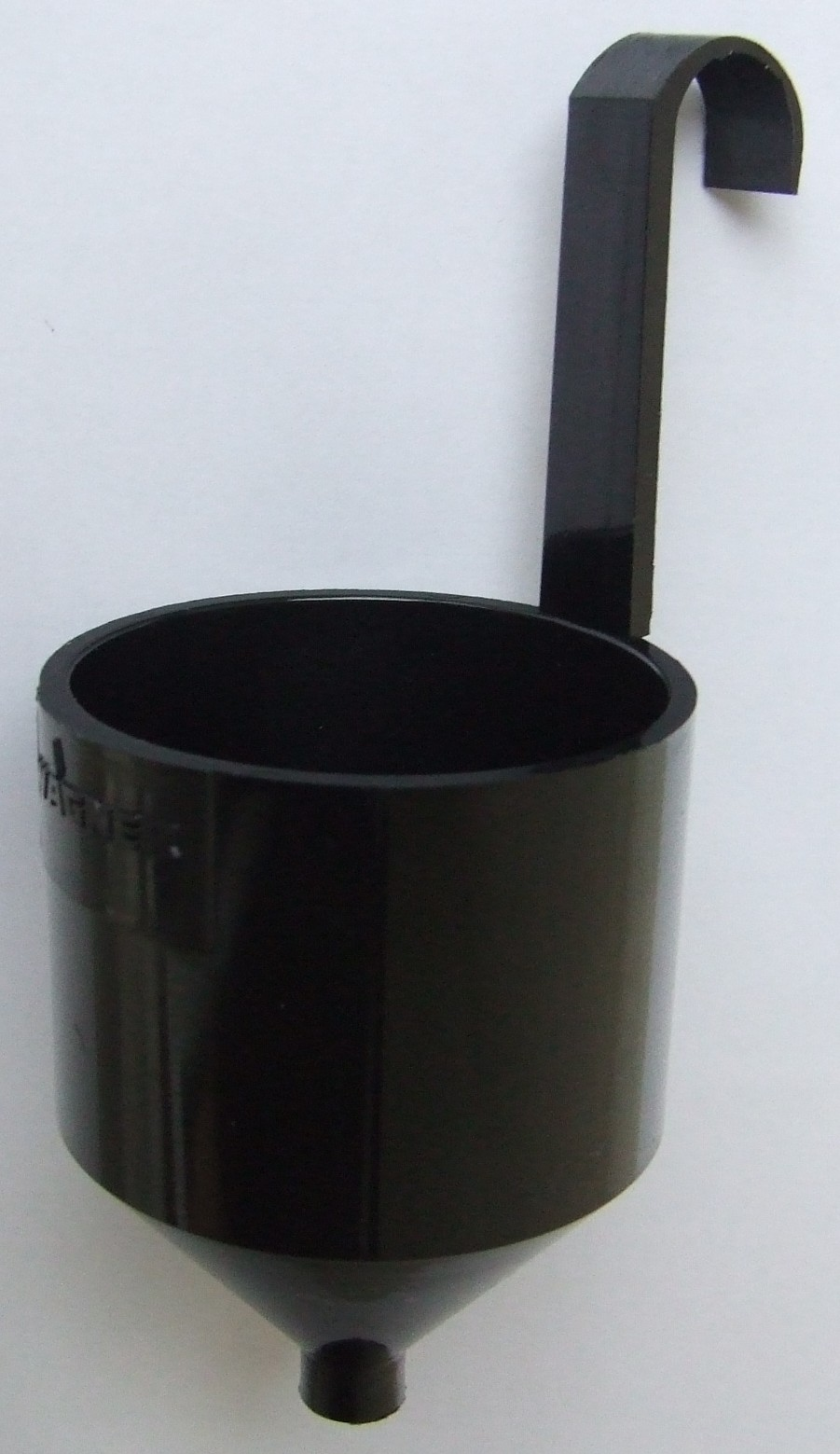
Kubek Forda 4 mm

Kubek wypływowy (lepkościomierz) – naczynie służące do pomiaru lepkości cieczy, np. farb ciekłych, lakierów. Kształt, pojemność i średnica otworu w dnie zależy od rodzaju kubka i jest określona przez odpowiednią normę. Pomiaru lepkości dokonuje się przez napełnienie kubka mierzoną cieczą i dopuszczenie do swobodnego wypływu cieczy przez otwór w dnie kubka. Czas zupełnego wypływu cieczy podawany w sekundach jest wprost proporcjonalny do lepkości cieczy. Ponieważ lepkość cieczy maleje ze wzrostem temperatury, to przyjęto do pomiaru stosować jednakowe warunki: temperatura 20 °C, ciśnienie 1013,25 hPa.
Kubek wypływowy jest szczególnie przydatny podczas przygotowywania farb i lakierów do nakładania natryskowego pistoletem powietrznym, gdzie istotne jest przygotowanie mieszaniny roboczej rozcieńczonej do odpowiedniej lepkości. Kubek również znajduje swe zastosowanie w poligrafii, np. do pomiaru lepkości lakierów dyspersyjnych. W Polsce najbardziej rozpowszechniony jest kubek Forda o średnicy otworu wypływowego 4 mm.
| Nazwa kubka | FRIKMAR | AFNOR | FORD | ZAHN | ERICHSEN | GS  |
| Średnica otworu wypływowego (w mm)                                                                                          | 4       | 4     | 4    | 2    | 3        | 3   |
| Pojemność kubka (w cm³) | 100     | 100   | 100  | 43   | 100      | 110 |
| Czas wypływu (w s) dla cieczy o określonej lepkości w tych samych warunkach tempera- tury i ciśnienia (20 °C i 1013,25 hPa) | 32      | 41    | 36   | 43   | 84       | 294 |
| Czas wypływu (w s) dla cieczy o określonej lepkości w tych samych warunkach tempera- tury i ciśnienia (20 °C i 1013,25 hPa) | 24      | 30    | 29   | 32   | 55       | 195 |
| Czas wypływu (w s) dla cieczy o określonej lepkości w tych samych warunkach tempera- tury i ciśnienia (20 °C i 1013,25 hPa) | 22      | 27    | 25   | 28   | 52       | 165 |
| Czas wypływu (w s) dla cieczy o określonej lepkości w tych samych warunkach tempera- tury i ciśnienia (20 °C i 1013,25 hPa) | 20      | 25    | 23   | 27   | 46       | 146 |
| Czas wypływu (w s) dla cieczy o określonej lepkości w tych samych warunkach tempera- tury i ciśnienia (20 °C i 1013,25 hPa) | 19      | 23    | 22   | 25   | 42       | 126 |
| Czas wypływu (w s) dla cieczy o określonej lepkości w tych samych warunkach tempera- tury i ciśnienia (20 °C i 1013,25 hPa) | 18      | 22    | 19   | 23   | 40       | 112 |
| Czas wypływu (w s) dla cieczy o określonej lepkości w tych samych warunkach tempera- tury i ciśnienia (20 °C i 1013,25 hPa) | 17      | 21    | 18   | 22   | 38       | 105 |
| Czas wypływu (w s) dla cieczy o określonej lepkości w tych samych warunkach tempera- tury i ciśnienia (20 °C i 1013,25 hPa) | 16      | 20    | 17   | 21   | 34       | 85  |
| Czas wypływu (w s) dla cieczy o określonej lepkości w tych samych warunkach tempera- tury i ciśnienia (20 °C i 1013,25 hPa) | 15      | 18    | 15   | 19   | 31       | 68  |

Na podobnej zasadzie działa lejek Marsha.